# Gara Călimănești
Gara Călimănești este un monument istoric aflat pe teritoriul orașului Călimănești.

## Galerie

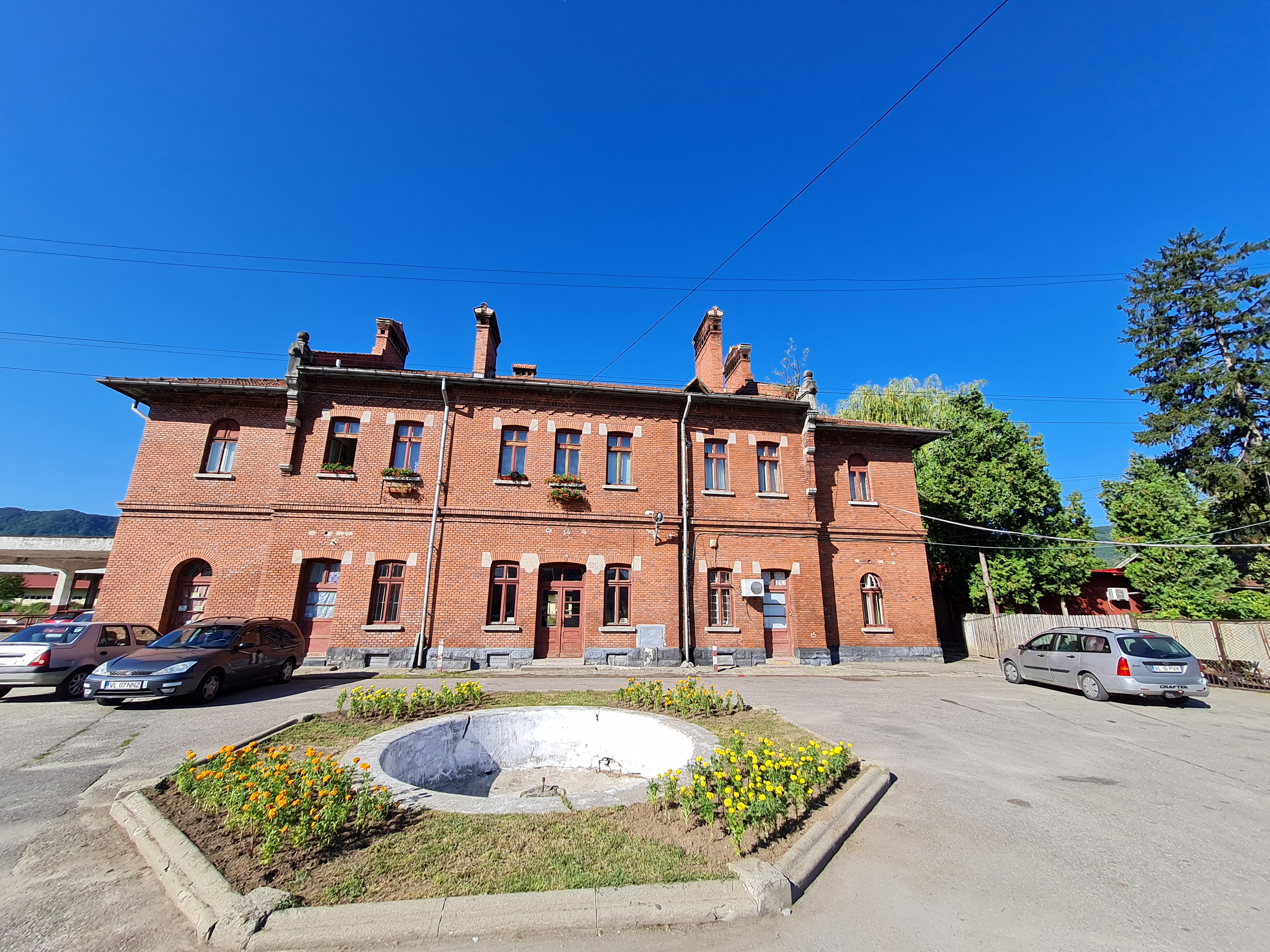
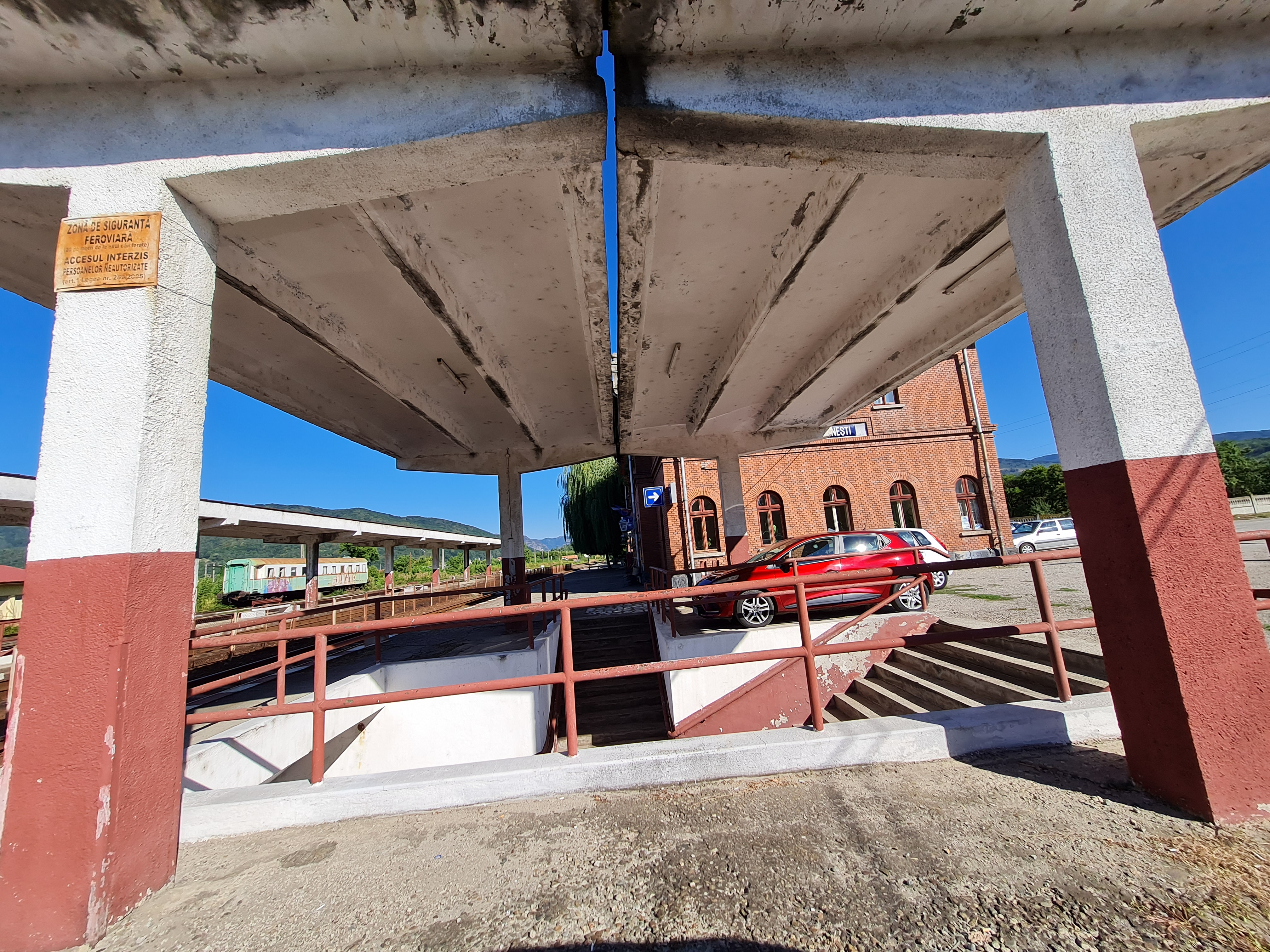
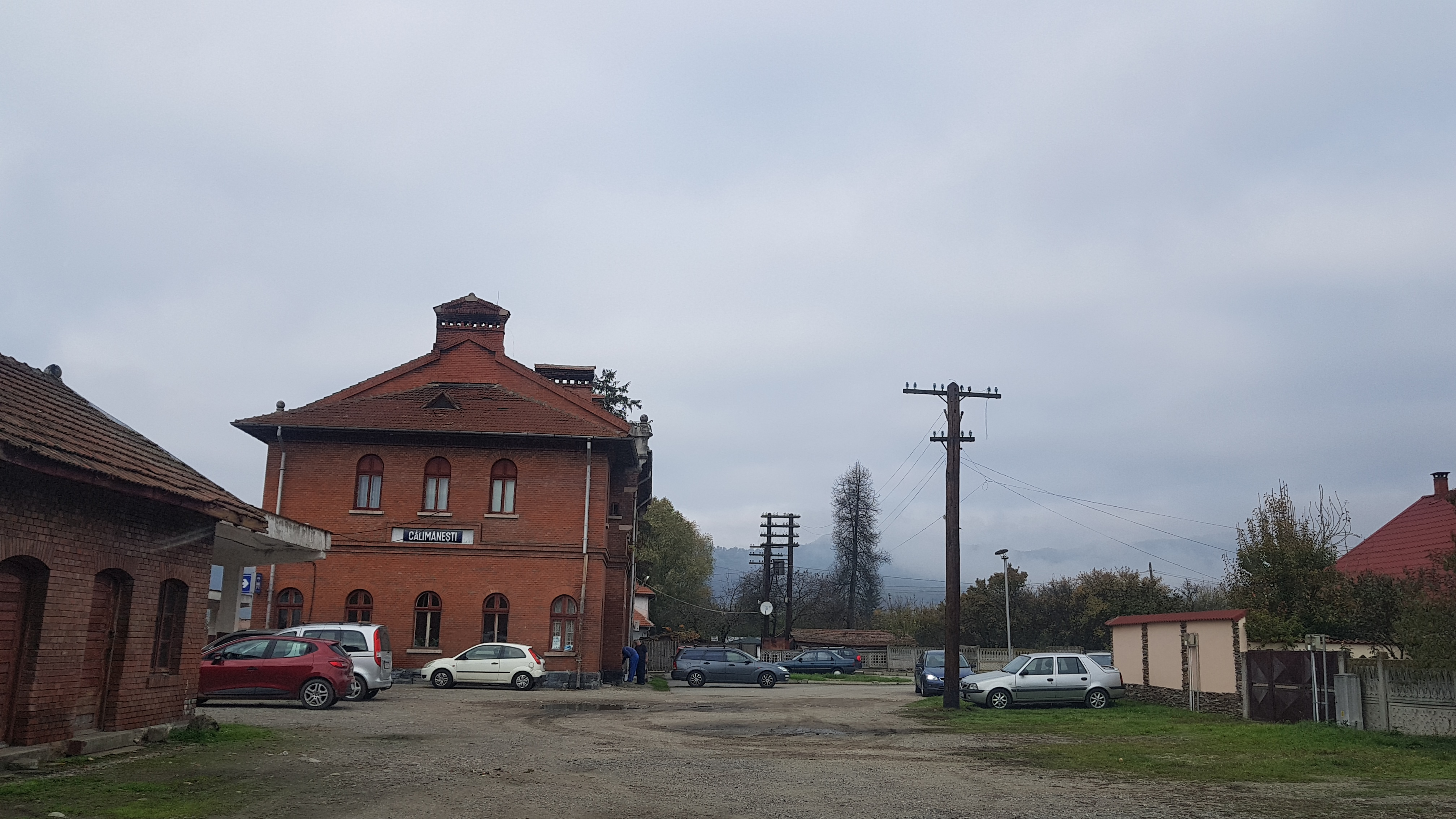
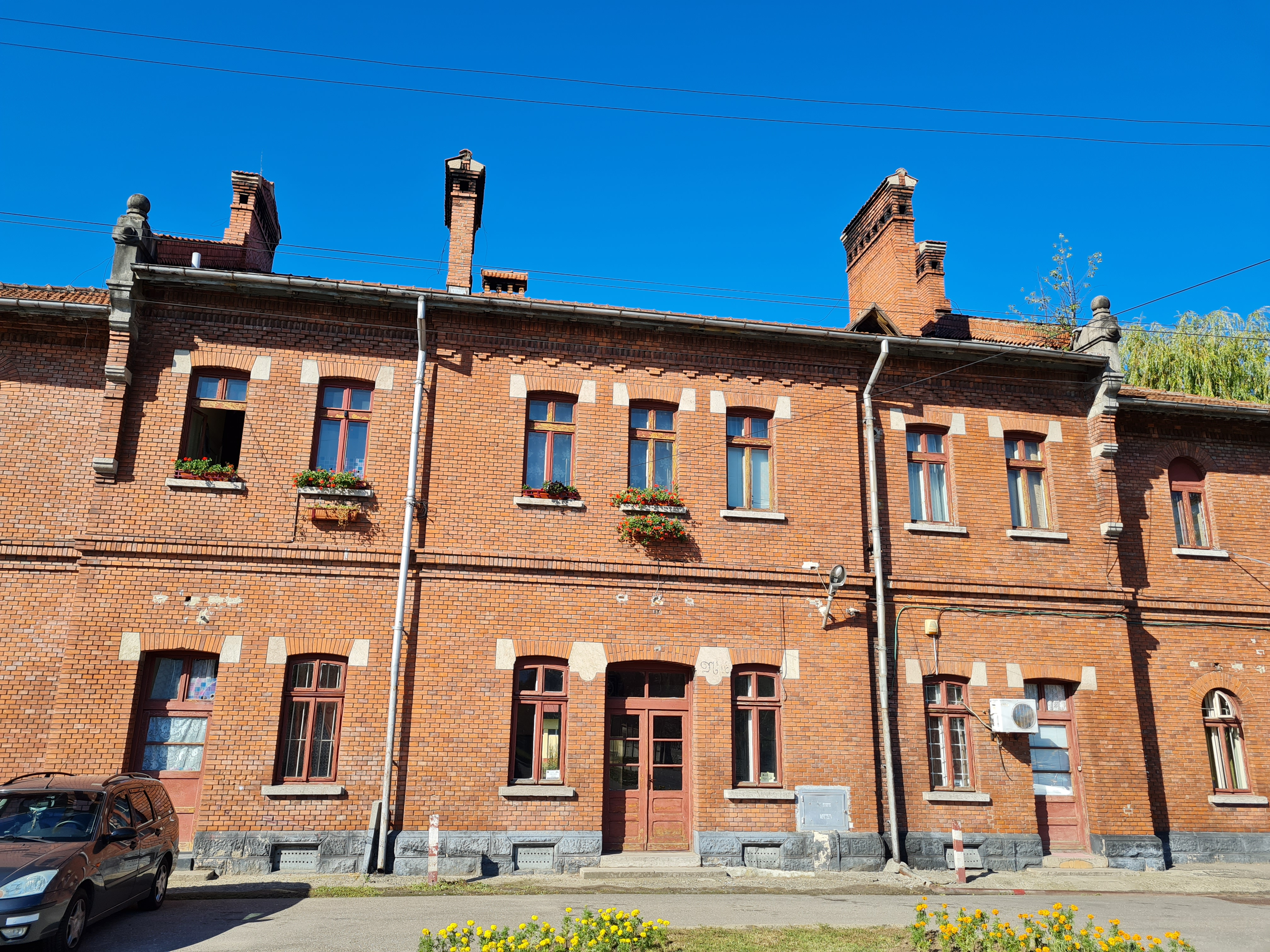